# Caso Operación Océano
El caso Operación Océano es un proceso judicial que comienza en noviembre de 2019 por explotación sexual de adolescentes en Uruguay. La investigación comienza a iniciativa de la Fiscalía General de la Nación con el objetivo de indagar denuncias de abuso sexual a adolescentes y alcanza estado público en mayo de 2020 con la formalización de cinco hombres. En los meses siguientes la cantidad de implicados fue creciendo hasta derivar en el mayor proceso judicial por este delito en la historia uruguaya. 
El caso se encuentra en curso actualmente y la causa es llevada adelante por la fiscal penal de Montevideo, Darviña Viera, especializada en delitos sexuales, violencia doméstica y violencia basada en género. El caso involucra a más de 20 víctimas y 33 imputados, incluyendo un exjuez de menores, el exdirector de un colegio en Punta del Este, políticos, empresarios y profesionales de alto nivel económico.
Los delitos por los cuales se los imputa son retribución o promesa de retribución a menores de edad a cambio de la ejecución de actos sexuales o eróticos, contribución a la explotación sexual de menores, proxenetismo y suministro de estupefacientes.

## Contexto
En noviembre de 2019 comienza el caso denominado Operación Océano en el departamento de Maldonado a raíz de una denuncia que realiza un adulto de un posible caso de explotación sexual de dos adolescentes. El denunciado, un empresario apodado "El Paraguayo" hace a su vez una contra denuncia por difamación.
El 16 de marzo de 2020 se investiga la desaparición de Aldana Bonsignore, una adolescente de 17 años. El 20 de marzo su cuerpo fue hallado en el arroyo Solís Chico del departamento de Canelones. La joven, que presuntamente se suicidó, había denunciado por abuso sexual al exjuez de menores Washington Balliva.

## Investigación
La policía logra vincular las denuncias y ambos casos derivan en una investigación conjunta de la Fiscalía de Delitos Sexuales, la Dirección de Crimen Organizado e Interpol (por el involucramiento de ciudadanos argentinos y brasileños). En la investigación se incautaron teléfonos celulares de una de las adolescentes en los que aparecieron indicios de explotación sexual.
En las pericias de los celulares se encontraron conversaciones de chat con hombres mayores de edad que ofrecían retribución económica a cambio de sexo. Asimismo surgieron datos de otras menores de edad que también serían explotadas por mayores. A raíz de las indagaciones de estos casos fueron imputados cinco hombres por reiterados delitos de retribución económica a menores de edad a cambio de sexo. Tres de ellos fueron imputados también por el ofrecimiento de estupefacientes.
Los acusados se conectaban con las adolescentes a través de redes sociales y plataformas de encuentros como Tinder y Badoo, así como por la sección de contactos de Locanto, un sitio web de avisos clasificados en línea. Las evidencias revelan que se les ofrecía a las adolescentes remuneración en efectivo pero también de otros tipos, como entradas a fiestas y drogas.
La acusación es llevada adelante por la fiscal penal de Montevideo Darviña Viera, especializada en delitos sexuales, violencia doméstica y violencia basada en género.
En julio de 2020, se habilitó una línea telefónica específica (091 507 531) para quienes sufren explotación sexual, decidan denunciar o tengan información para aportar. Esta línea ofrece protección y contención y es atendida por el equipo técnico de la Unidad de Víctimas y Testigos de la Fiscalía General de la Nación.
En octubre de 2020 a solicitud de la Fiscalía, la jueza Adriana de los Santos formalizó el inicio de la investigación penal y dictó medidas cautelares para los acusados: fijación de domicilio, prohibición de acercamiento a las víctimas, suspensión de patria potestad y prohibición de trabajar en actividades que impliquen trato con niños, niñas y adolescentes. Uno de los acusados se encuentra en prisión preventiva.

## Juicio penal
En las semanas siguientes más personas fueron imputadas, derivando el caso en el mayor juicio penal de explotación sexual de menores del Uruguay y la investigación más grande desde que está en vigencia el nuevo Código del Proceso Penal.
Para diciembre de 2020 la cifra de imputados ascendía a 35, incluyendo un exjuez de menores (Washington Balliva), un diputado suplente por el Partido Colorado (Nicolás Ortiz), un director de un colegio en Punta del Este, empresarios y profesionales de alto nivel económico.
Según la fiscal Viera, los imputados no operaban en forma coordinada, por lo que no se trata de una red de explotación. Sin embargo, uno de los formalizados es un organizador de fiestas electrónicas en Punta del Este que permitía el acceso de menores y facilitaba entradas gratuitas. Es la primera vez que la explotación sexual de menores se trata como una causa conjunta con varios imputados, en lugar de reducirse a los dichos de víctima y victimario.
Adicionalmente, unos de los imputados (Ariel Pfeffer) realizó contundentes declaraciones en un medio de prensa local de Uruguay desmintiendo su participación en la maniobra, comenzando acciones legales contra quienes informaron que había realizado una estafa.
El 23 de febrero de 2020, la jueza suspendió audiencias, liberó al único imputado preso otorgadole prisión domiciliaria, resolvió seguir cuando la defensa acceda a toda la información y pruebas que tiene la Fiscalía.

## Sentencia
El día 3 de mayo de 2022 la única mujer investigada en la causa fue sobreseída por la justicia penal. Investigada y formalizada el 3 de junio del año 2020 por el caso Operación Océano, fue absuelta de los delitos imputados debido a las fehacientes evidencias de su inocencia.
El 22 de septiembre se dictó la primera condena por este caso en un juicio abreviado en el que el acusado admitió haber realizado promesas de retribución por sexo a través de mensajes de chat. La pena es de tres meses de prisión domiciliaria total, tres meses de prisión domiciliaria nocturna y un año y medio de libertad vigilada.